# Placidae
Famille
Les Placidae sont une famille de Ciliés de la classe des Prostomatea et de l’ordre des Prostomatida.

## Étymologie
Le nom de la famille vient du genre type Placus, est dérivé du grec πλακώδης / plakódis, « en forme de plaque, surface large et plate ».

## Description
Les Placidae ont une taille petite (< 80 µm) à moyenne (80‑200 µm). Leur forme est ovoïde, légèrement aplatie. Ils vivent en nage libre. Leur ciliation somatique est holotriche (c’est-à-dire homogène), composée de cinéties légèrement spiralées avec des stries entre-elles. Leurs extrusomes somatiques sont sous forme de mucocystes ; leurs extrusomes « oraux » sont sous forme de toxicystes dispersés le long de la brosse, ou dans une poche latérale chez le genre Spathidiopsis. La brosse elle-même est sous forme d'une seule rangée de dicinéties, s'étendant postérieurement à partir de l'anneau de dicinéties circumoral. Leur région orale est subapicale ; c'est un sillon légèrement allongé. La forme de leur macronoyau varie d'une large ellipsoïde à une ellipsoïde allongée. Micronoyau et vacuole contractile sont présents. Leur cytoprocte n'a pas été observé. Ils se nourrissent de flagellés et de ciliés plus petits.

## Habitat
Les Placidae vivent en milieu marin et en eau saumatre.

## Liste des genres
Selon GBIF (4 septembre 2024) :
- Placus Cohn, 1866 genre type
  - Espèce type : Placus striatus  Cohn, 1866[3]
- Spathidiopsis Fabre-Domergue, 1889
- Thoracophrya Kahl, 1926

Selon Lynn (2010) :
- Placus Cohn, 1866 genre type
- Spathidiopsis Fabre-Domergue, 1889

## Systématique
Le nom valide de ce taxon est Placidae Small & Lynn, 1985.